# Abró d'avellaner
L'abró d'avellaner (Leccinellum pseudoscabrum), és un molleró del grup dels mollerons alberencs o abrons, que creix vora avellaners. De mida més reduïda que altres alberencs, acostuma a presentar un barret abonyegat, de grisenc a ocraci.